# LG G Pad 10.1
LG G Pad 10.1 (также известный как LG G Tab 10.1) — это 10,1-дюймовый планшетный компьютер на базе Android, производимый и продаваемый LG Electronics. Он принадлежит к серии LG G и был анонсирован 13 мая 2014 года вместе с G Pad 8.0 и G Pad 7.0. Это один из новых вариантов размера планшета LG, предназначенный для прямой конкуренции с серией Samsung Galaxy Tab 4.

## История
Впервые о G Pad 10.1 было объявлено 13 мая 2014 года. Он был официально представлен на выставке MedPI в Монако. Он был выпущен в июле 2014 года.

## Функции
G Pad 10.1 был выпущен с Android 4.4.2 Kitkat. LG настроила интерфейс с помощью программного обеспечения Optimus UI. Помимо приложений от Google, включая Google Play, Gmail и YouTube, он имеет доступ к приложениям LG, таким как QPair, QSlide, KnockOn и Slide Aside.
G Pad 10.1 доступен в вариантах только с WiFi, 3G и Wi-Fi и 4G/LTE и WiFi. Объем встроенной памяти составляет 16 ГБ, есть слот для карты памяти microSDXC для расширения. Он имеет 10,1-дюймовый ЖК-экран IPS с разрешением 1280x800 пикселей. Он также оснащен фронтальной камерой без вспышки и задней камерой. Он также имеет возможность записывать HD-видео.